# Estación de Navarrete
Navarrete es una estación ferroviaria con parada facultativa situado en el municipio español de Calamocha en la provincia de Teruel, comunidad autónoma de Aragón. Cuenta con servicios de media distancia operados por Renfe. 

## Situación ferroviaria
Está situada en el punto kilométrico 13,1 de la línea 610 de la red ferroviaria española que une Zaragoza con Sagunto por Teruel, entre las estaciones de Lechago y de Calamocha-Nueva. El kilometraje se corresponde con el histórico trazado entre Zaragoza y Caminreal tomando esta última como punto de partida. El tramo es de vía única y está sin electrificar. La estación se encuentra a 903 metros de altitud. 

## Historia
La estación fue puesta en servicio el 2 de abril de 1933 con la apertura de la línea Caminreal-Zaragoza. Las obras corrieron a cargo de la Compañía del Ferrocarril Central de Aragón que con esta construcción dotaba de un ramal a su línea principal entre Calatayud y el Mediterráneo que vía Zaragoza podía enlazar con el ferrocarril a Canfranc de forma directa.
En 1941, con la nacionalización de la totalidad de la red ferroviaria española la estación pasó a ser gestionada por RENFE. 
Desde el 31 de diciembre de 2004 Renfe Operadora explota la línea mientras que Adif es la titular de las instalaciones ferroviarias. En agosto de 2007 la estación original fue demolida y se construyó en su lugar un refugio, coincidiendo con la renovación de la vía. 

## La estación
El proyecto de la estación original de Navarrete del Río fue realizado por Secundino Zuazo Ugalde. Contaba con un porche abierto al andén por tres arcos de medio punto con gran diámetro en su vano. Su planta era muy alargada de manera intencionada para "adaptarse mejor al paisaje, y a la vez para cumplir mejor con su función". En los laterales de la estación presentaba viviendas para el personal ferroviario. La estación ha sido renovada por completo, derribando el antiguo edificio de viajeros en 2007, aunque conserva el almacén primitivo, ya desvinculado del nuevo trazado. Se encuentra a unos 800 m al norte de las primeras casas de la población por la carretera  A-2512 . 
Se encuentra adaptada a usuarios con minusvalía. El cambio de andén se realiza por un paso inferior bajando unas rampas. Dispone de un original refugio parecido a un celador para aguardar la espera del tren. El sistema de iluminación es autónomo, controlado por paneles solares. Dispone de aparcamiento de cuatro plazas más otra para personas con movilidad reducida.

## Servicios ferroviarios

### Media distancia
En esta estación efectúan parada facultativa los trenes regionales que unen Zaragoza con Teruel.
Este servicio se presta con trenes de la Serie 596 de Renfe. El servicio se reduce a un tren diario en cada sentido.
| Línea MD | Trenes   | Origen/Destino      |  | Destino/Origen |
| -------- | -------- | ------------------- |  | -------------- |
| 49       | Regional | Zaragoza-Miraflores |  | Teruel         |